# Emma Duck
Emma Duck (Reino Unido, 9 de febrero de 1981) es una atleta británica especializada en la prueba de 4x400 m, en la que consiguió ser medallista de bronce europea en pista cubierta en 2007.

## Carrera deportiva
En el Campeonato Europeo de Atletismo en Pista Cubierta de 2007 ganó la medalla de bronce en los relevos 4x400 metros, con un tiempo de 3:28.69 segundos que fue récord nacional británico, tras Bielorrusia y Rusia (plata).